# Parlamento di Vienna
Il Parlamento di Vienna (in tedesco: Parlamentsgebäude) è situato lungo una delle più famose strade della capitale austriaca, la Ringstraße. È stato realizzato tra il 1874 e il 1883 in stile neoclassico. 

## Descrizione
Si tratta di un edificio in stile neogreco. I pronai da tempio greco di ordine corinzio spiccano davanti alla facciata e fungono così da avancorpi, dando un aspetto pomposo al palazzo. Delle coppie di quadrighe svettano ai due lati della facciata. Presso le rampe che portano all'edificio campeggia la statua di Atena. Nel complesso, la struttura della facciata principale ricorda quella dello Zappeion ad Atene.
Con l'uso di forme neogreche, il Parlamento completa l'insieme di neostili sempre diversi che caratterizza la zona della Ringstrasse, ricca di riferimenti alle architetture delle più svariate epoche storiche (vedi ad esempio il neogotico del municipio nella foto).

## Storia
I lavori per la costruzione secondo i piani di Theophil Hansen iniziarono il 2 settembre 1874, la prima sessione parlamentare il 4 dicembre 1883. Un importante influsso sul lavoro di progettazione venne esercitato dall'imprenditore Nikolaus Dumba. Divenne il parlamento della parte austriaca dell'Impero austro-ungarico, la Cisleithania.
Come parlamento della vecchia Austria, Reichsrat, ospitava politici delle nazionalità più disparate, suddivisi nelle due camere poste rispettivamente a sinistra e a destra dell'entrata principale (le camere si chiamavano Abgeordnetenhaus, e Herrenhaus: l'edificio è infatti bipartito). Si ricordano anche politici trentini come Alcide De Gasperi e Cesare Battisti, oppure friulani come Luigi Faidutti e Giuseppe Bugatto. Tutt'oggi, le due camere parlamentari dell'attuale Repubblica Austriaca si riuniscono nel palazzo, nonostante i danni e gli interventi di restauro legati agli eventi storici della seconda guerra mondiale.